# セシリア・ブレークフス
セシリア・ブレークフス（Cecilia Braekhus、1981年9月28日 - ）は、ノルウェーの女子プロボクサー、元女子キックボクサー。ボリーバル県カルタヘナ出身。現WBC女子世界スーパーウェルター級暫定王者。元WBA・WBC・IBF・WBO女子世界ウェルター級王者。世界2階級制覇王者。
2019年11月30日には自身の持つ連続世界王座最多防衛数を25（WBC）まで更新、男子ヘビー級王者ジョー・ルイスと並んで連続世界王座防衛数の世界記録を保持している。

## 来歴

### キックボクサー・アマチュア時代
コロンビアで生まれるが、2歳の時にノルウェーに養子に出された。
14歳でキックボクシングを始め、WAKO世界選手権で優勝した。
後にアマチュアボクシングに転向。2005年には欧州選手権で優勝。世界選手権では銀メダルを獲得した。アマチュアでは80戦75勝を残す。

### プロ時代、3団体統一
2007年1月20日、ドイツのプロモーターザウアーラント・イベントと契約をして、スイスでプロデビュー。
ドイツを主戦場としてKO勝利は2戦のみながら全勝を続ける。
2009年3月14日、ヴィニ・スコフガートとWBA・WBC女子世界ウェルター級王座決定戦を行い、3-0の判定勝ちを収めWBA・WBC王座獲得に成功した。
2009年5月30日、フィンランドでエイミー・ユラトヴァックと対戦し、3-0の判定勝ちを収めWBA・WBC王座の初防衛に成功した。
2009年9月12日、デンマークでルシア・モレッリと対戦し、3-0の判定勝ちを収めWBA・WBC王座2度目の防衛に成功した。
2010年5月15日、デンマークで自身の持つWBA女子世界ウェルター級王座並びにWBC女子世界ウェルター級王座と空位のWBO女子世界ウェルター級王座を懸けビクトリア・シスネロスと対戦し、3-0の判定勝ちを収めWBA・WBC王座は3度目の防衛、WBO王座獲得に成功した。
2010年10月30日、ドイツでミカエラ・ローレンと対戦し、7回40秒TKO勝ちを収めWBA・WBC王座は4度目、WBO王座は初防衛に成功した。
2010年11月20日、デンマークでエヴァ・ハラシと対戦し、3回27秒TKO勝ちを収めWBC王座は5度目、WBO王座は2度目の防衛に成功した。
2011年4月2日、デンマークでジル・エメリーと対戦し、3-0の判定勝ちを収めWBA王座は4度目、WBC王座は6度目、WBO王座は3度目の防衛に成功した。
2011年5月7日、デンマークでチーベル・ホールバックと対戦し、3-0の判定勝ちを収めWBA王座5度目、WBC王座7度目、WBO王座4度目の防衛に成功した。
2011年12月3日、フィンランドでクーレイ・クピヒーと対戦し、10回57秒TKO勝ちを収めWBA王座6度目、WBC王座8度目、WBO王座5度目の防衛に成功した。
2012年6月2日、デンマークでWIBA・GBU女子ウェルター級王者のジェシカ・バログンと対戦し、3-0の判定勝ちを収めWBA王座の7度目、WBC王座の9度目、WBO王座の6度目の防衛に成功した。
2012年9月22日、デンマークで元WBA・WBC女子世界スーパーライト級王者のアン＝ソフィー・マシスと対戦し、3-0の判定勝ちを収めWBA王座の8度目、WBC王座の10度目、WBO王座の7度目の防衛に成功した。
2013年1月22日、WBCは女子世界3階級制覇王者ホリー・ホルムとWBA・WBC・WBO女子世界ウェルター級王者セシリア・ブレークフスの間で対戦するよう通達を出した。WBCダイヤモンド王座が懸けられるとのこと。
2013年4月13日、デンマークで元WBC女子世界スーパーウェルター級王者ミア・セント・ジョンと対戦し、3回1分18秒TKO勝ちを収めWBA王座は9度目、WBC王座は11度目、WBO王座は8度目の防衛に成功した。
2013年4月17日、前日の16日のホリー・ホルムの引退表明を受け、ブレークフスは凄くがっかりした。
2013年9月7日、デンマークでWBO女子世界スーパーウェルター級王者オクサンディア・カスティーヨと対戦し、9回1分51秒TKO勝ちを収めWBA王座は10度目、WBC王座は12度目、WBO王座は9度目の防衛に成功した。
2014年2月1日、デンマークでミリアム・ラマールと対戦し、3-0の判定勝ちを収めWBA王座11度目、WBC王座は13度目、WBO王座は10度目の防衛に成功した。
2014年6月7日、ドイツでジェシカ・バログンと対戦し、3-0の判定勝ちを収めWBA王座12度目、WBC王座14度目、WBO王座11度目の防衛に成功した。この試合でWBC王座の防衛数がスージー・ケンティキアンに並ぶ世界最多タイ記録となった。
2014年7月30日、WBAからスーパー王座に認定された。

### 4団体統一
2014年9月13日、デンマークでIBF女子世界ウェルター級王者のイヴァナ・ハバジンと対戦し、3-0の判定勝ちを収め女子ボクサー史上初めて、男子を含めても2004年9月18日にミドル級でバーナード・ホプキンス以来2人目となる主要4団体（WBA・WBC・IBF・WBO）の王座統一に成功した。この試合でWBC王座の防衛数が女子世界王座の世界最多記録になった。
2014年11月29日、デンマークで元IBF女子世界スーパーウェルター級王者ジェニファー・レッツケと対戦し、3-0（100-90が2者、98-92）の判定勝ちを収めWBA王座は14度目、WBC王座は16度目、IBF王座は初、WBO王座は13度目の防衛に成功した。
2016年2月27日、ドイツで4団体王座の防衛と空位のIBO女子世界ウェルター級王座決定戦としてクリス・ナムスと対戦し、3-0の判定勝ちを収めWBA王座は15度目、WBC王座は17度目、IBF王座は2度目、WBO王座は14度目の防衛に成功、IBO王座の獲得にも成功した。
2016年10月1日、オスロのオスロ・スペクトラムでアン＝ソフィー・マシスと対戦し、2回TKO勝ちを収め4年1ヵ月ぶりとなる再戦を制し、WBA王座の16度目、WBC王座の18度目、IBF王座の3度目、WBO王座の15度目、IBO王座の初防衛に成功した。
2017年2月24日、オスロ・スペクトラムでWBC女子世界ウェルター級暫定王者のクララ・スヴェンソンと王座統一戦を行い、10回3-0（99-91×2、100-90）の判定勝ちを収めWBA王座の17度目、WBC王座の19度目、IBF王座の4度目、WBO王座の16度目、IBO王座の2度目の防衛に成功した。
2017年6月9日、ベルゲンでWBC女子スーパーライト級王者のエリカ・ファリアスと対戦し、10回3-0（99-91×2、98-92）の判定勝ちを収めWBA王座の18度目、WBC王座の20度目、IBF王座の5度目、WBO王座の17度目、IBO王座の3度目の防衛に成功した。この試合で自身の持つ連続女子世界王座最多防衛数を20に更新した。
2017年10月21日、サンネフヨルのストッケで元WBC女子世界スーパーウェルター級王者のミカエラ・ローレンと対戦し、6回TKO勝ちを収めWBA王座の19度目、WBC王座の21度目、IBF王座の6度目、WBO王座の18度目、IBO王座の4度目の防衛に成功した。
2017年11月11日、WBOはブレークフスをWBOの2017年11月度の月間MVPに選出した。
2018年5月5日、カリフォルニア州カーソンの スタブハブ・センター・テニスコートにて、HBOがボクシング放送開始以来45年間で初めて放送する女子の試合として、ゲンナジー・ゴロフキンvsバネス・マーティロスヤンの前座で元WBC女子世界ミドル級王者のカーリー・レイスと対戦し、7回にダウンを奪われるも10回3-0（97-92、96-93×2）の判定勝ちを収めWBA王座の20度目、WBC王座の22度目、IBF王座の7度目、WBO王座の19度目、IBO王座の5度目の防衛に成功した。この試合でブレークフスは5万ドル（約550万円）、レイスは2万ドル（約220万円）のファイトマネーを稼いだ。
2018年7月21日、ロシア・モスクワのオリンピック・スタジアムにてオレクサンドル・ウシクvsムラト・ガシエフの前座でイナ・サグタコスキャと対戦し、10回3-0（98-92×2、97-93）の判定勝ちを収めてWBA王座の21度目、WBC王座の23度目、IBF王座の8度目、WBO王座の20度目、IBO王座の6度目の防衛に成功した。
2018年12月8日、カリフォルニア州カーソンのスタブハブ・センター・テニスコートにて、ボクシングを撤退するHBO最後の放送のメインイベントでアレクサンドラ・ロペスと対戦し、10回判定勝ちを収めてWBA王座の22度目、WBC王座の24度目、IBF王座の9度目、WBO王座の21度目、IBO王座の7度目の防衛に成功した。
2019年10月23日、エディー・ハーンのマッチルーム・ボクシングと契約した。
2019年11月30日、モナコでビクトリア・ブストスと対戦し、10回判定勝ちを収めてWBA王座の23度目、WBC王座の25度目、IBF王座の10度目、WBO王座の22度目、IBO王座の8度目の防衛に成功した。

### 王座陥落
2020年8月15日、オクラホマ州タルサでジェシカ・マッキャスキルと対戦。10回判定負けで王座の防衛に失敗し、プロデビューから13年、37戦目にして初敗北となった。世界王座の防衛回数25回は男子ヘビー級王者ジョー・ルイスと並んでいたが、世界記録更新はできなかった。
2020年9月14日、ブレークフスがジェシカ・マッキャスキルとの再戦条項を行使した。
2021年3月13日、テキサス州ダラスで世界女子ウエルター級4団体統一王者ジェシカ・マッキャスキルとダイレクトリマッチで再戦し、判定負けで王座の獲得に失敗した。

### 2階級制覇
2024年8月10日、ネバダ州ラスベガスでWBC・WBO女子世界スーパーウェルター級王者エマ・コズィンに挑戦する予定だったが、コズィンがアメリカの入国ビザを取得できなかったため欠場となり、急遽設置されたWBC女子世界同級暫定王座決定戦としてWBC女子世界ミドル級1位のマリセラ・コルネホと対戦し、10回判定勝ちで暫定王座の獲得に成功、2階級制覇を果たした
。

## 戦績
- プロボクシング：41戦 38勝 (9KO) 2敗 1分

| 戦           | 日付           | 勝敗 | 時間     | 内容    | 対戦相手                           | 国籍           | 備考                                                                                      |
| ------------ | -------------- | ---- | -------- | ------- | ---------------------------------- | -------------- | ----------------------------------------------------------------------------------------- |
| 1            | 2007年1月20日  | ☆    | 4R       | 判定3-0 | クセニヤ・コプレック               | クロアチア     | プロデビュー戦                                                                            |
| 2            | 2007年2月17日  | ☆    | 2R 終了  | TKO     | ジャナ・ラトバ                     | スロバキア     |                                                                                           |
| 3            | 2007年5月26日  | ☆    | 4R       | 判定3-0 | オルガ・ボジャーレ                 | ラトビア       |                                                                                           |
| 4            | 2007年6月23日  | ☆    | 6R       | 判定3-0 | ボリスラバ・ゴラノバ               | ブルガリア     |                                                                                           |
| 5            | 2008年1月26日  | ☆    | 4R 1:47  | TKO     | ワンダ・ペナ・オズナ               | ドミニカ共和国 |                                                                                           |
| 6            | 2008年3月29日  | ☆    | 6R       | 判定3-0 | タッジャナ・ディークマン           | ドイツ         |                                                                                           |
| 7            | 2008年5月17日  | ☆    | 6R       | 判定3-0 | アデリータ・イリザリー             | アメリカ合衆国 |                                                                                           |
| 8            | 2008年6月21日  | ☆    | 6R       | 判定3-0 | ニコール・ウッズ                   | アメリカ合衆国 |                                                                                           |
| 9            | 2008年9月20日  | ☆    | 8R       | 判定3-0 | シンバリー・ハリス                 | アメリカ合衆国 |                                                                                           |
| 10           | 2008年10月25日 | ☆    | 8R       | 判定3-0 | ボリスラバ・ゴラノバ               | ブルガリア     |                                                                                           |
| 11           | 2009年3月14日  | ☆    | 10R      | 判定3-0 | ビンニ・スコブガード               | デンマーク     | WBA・WBC女子世界ウェルター級王座決定戦                                                    |
| 12           | 2009年5月30日  | ☆    | 10R      | 判定3-0 | エイミー・ユラトバック             | アメリカ合衆国 | WBA防衛1・WBC防衛1                                                                        |
| 13           | 2009年9月12日  | ☆    | 10R      | 判定3-0 | ルシア・モレリ                     | イタリア       | WBA防衛2・WBC防衛2                                                                        |
| 14           | 2010年5月15日  | ☆    | 10R      | 判定3-0 | ビクトリア・シスネロス             | アメリカ合衆国 | WBO女子世界ウェルター級王座決定戦 WBA防衛3・WBC防衛3                                      |
| 15           | 2010年10月30日 | ☆    | 7R 0:40  | TKO     | ミカエラ・ローレン                 | スウェーデン   | WBA防衛4・WBC防衛4・WBO防衛1                                                              |
| 16           | 2010年11月20日 | ☆    | 3R 0:27  | KO      | エバ・バジッチ                     | セルビア       | WBC防衛5・WBO防衛2                                                                        |
| 17           | 2011年4月2日   | ☆    | 10R      | 判定3-0 | ジル・エメリー                     | アメリカ合衆国 | WBA防衛5・WBC防衛6・WBO防衛3                                                              |
| 18           | 2011年5月7日   | ☆    | 10R      | 判定3-0 | チーベル・ホールバック             | アメリカ合衆国 | WBA防衛6・WBC防衛7・WBO防衛4                                                              |
| 19           | 2011年12月3日  | ☆    | 10R 0:57 | TKO     | クーレイ・クピヘア                 | アメリカ合衆国 | WBA防衛7・WBC防衛8・WBO防衛5                                                              |
| 20           | 2012年6月2日   | ☆    | 10R      | 判定3-0 | ジェシカ・バログン                 | ドイツ         | WBA防衛8・WBC防衛9・WBO防衛6                                                              |
| 21           | 2012年9月22日  | ☆    | 10R      | 判定3-0 | アン＝ソフィー・マシス             | フランス       | WBA防衛9・WBC防衛10・WBO防衛7                                                             |
| 22           | 2013年4月13日  | ☆    | 3R 1:38  | TKO     | ミア・セント・ジョン               | アメリカ合衆国 | WBA防衛10・WBC防衛11・WBO防衛8                                                            |
| 23           | 2013年9月7日   | ☆    | 9R 1:51  | TKO     | オクサンディア・カスティーヨ       | ドミニカ共和国 | WBA防衛11・WBC防衛12・WBO防衛9                                                            |
| 24           | 2014年2月1日   | ☆    | 10R      | 判定3-0 | ミリアム・ラマール                 | フランス       | WBA防衛12→スーパー王座に認定・WBC防衛13・WBO防衛10                                        |
| 25           | 2014年6月7日   | ☆    | 10R      | 判定3-0 | ジェシカ・バログン                 | ドイツ         | WBA防衛13・WBC防衛14・WBO防衛11                                                           |
| 26           | 2014年9月13日  | ☆    | 10R      | 判定3-0 | イヴァナ・ハバジン                 | クロアチア     | WBA・WBC・IBF・WBO女子世界ウェルター級王座統一戦 WBA防衛14・WBC防衛15・IBF獲得・WBO防衛12 |
| 27           | 2014年11月29日 | ☆    | 10R      | 判定3-0 | ジェニファー・レツケ               | ドイツ         | WBA防衛15・WBC防衛16・IBF防衛1・WBO防衛13                                                 |
| 28           | 2016年2月27日  | ☆    | 10R      | 判定3-0 | クリス・ナムス                     | ウルグアイ     | IBO女子世界ウェルター級王座決定戦 WBA防衛16・WBC防衛17・IBF防衛2・WBO防衛14               |
| 29           | 2016年10月1日  | ☆    | 2R 1:04  | TKO     | アン＝ソフィー・マシス             | フランス       | WBA防衛17・WBC防衛18・IBF防衛3・WBO防衛15                                                 |
| 30           | 2017年2月24日  | ☆    | 10R      | 判定3-0 | クララ・スヴェンソン               | スウェーデン   | WBA防衛18・WBC防衛19・IBF防衛4・WBO防衛16                                                 |
| 31           | 2017年6月9日   | ☆    | 10R      | 判定3-0 | エリカ・ファリアス                 | アルゼンチン   | WBA防衛19・WBC防衛20・IBF防衛5・WBO防衛17                                                 |
| 32           | 2017年10月21日 | ☆    | 6R 1:39  | TKO     | ミカエラ・ローレン                 | スウェーデン   | WBA防衛20・WBC防衛21・IBF防衛6・WBO防衛18                                                 |
| 33           | 2018年5月5日   | ☆    | 10R      | 判定3-0 | カーリー・レイス                   | アメリカ合衆国 | WBA防衛21・WBC防衛22・IBF防衛7・WBO防衛19                                                 |
| 34           | 2018年7月21日  | ☆    | 10R      | 判定3-0 | インナ・サガイダコフスカヤ         | ロシア         | WBA防衛22・WBC防衛23・IBF防衛8・WBO防衛20                                                 |
| 35           | 2018年12月8日  | ☆    | 10R      | 判定3-0 | アレクサンドラ・マグジアク・ロペス | アメリカ合衆国 | WBA防衛23・WBC防衛24・IBF防衛9・WBO防衛21                                                 |
| 36           | 2019年11月30日 | ☆    | 10R      | 判定3-0 | ビクトリア・ブストス               | アルゼンチン   | WBA防衛24・WBC防衛25・IBF防衛10・WBO防衛22                                                |
| 37           | 2020年8月15日  | ★    | 10R      | 判定0-2 | ジェシカ・マッキャスキル           | アメリカ合衆国 | WBA・WBC・IBF・WBO・IBO陥落                                                               |
| 38           | 2021年3月13日  | ★    | 10R      | 判定0-3 | ジェシカ・マッキャスキル           | アメリカ合衆国 | WBA・WBC・IBF・WBO女子世界ウェルター級タイトルマッチ                                      |
| 39           | 2022年12月17日 | ☆    | 6R       | 判定3-0 | マリア・ジョアナ・ポルティーヨ     | アルゼンチン   |                                                                                           |
| 40           | 2023年10月7日  | △    | 10R      | 判定0-1 | テリー・ハーパー                   | イギリス       | WBA女子世界スーパーウェルター級タイトルマッチ WBO女子世界スーパーウェルター級王座決定戦   |
| 41           | 2024年8月10日  | △    | 10R      | 判定3-0 | マリセラ・コルネホ                 | アメリカ合衆国 | WBC女子世界スーパーウェルター級暫定王座決定戦                                             |
| テンプレート |                |      |          |         |                                    |                |                                                                                           |

## 獲得タイトル
キックボクシング
- WAKO欧州選手権 セミコンタクト女子65kg級 優勝
- WAKO世界選手権 セミコンタクト女子65kg級 優勝

アマチュアボクシング
- ヨーロッパアマチュアボクシング選手権 女子スーパーライト級 優勝

プロボクシング
- WBA女子世界ウェルター級王座（防衛12⇒スーパー王座に認定）
- WBA女子世界ウェルター級スーパー王座（防衛10）
- WBC女子世界ウェルター級王座（防衛25）
- IBF女子世界ウェルター級王座（防衛10）
- WBO女子世界ウェルター級王座（防衛22）
- IBO女子世界ウェルター級王座（防衛8）
- WBC女子世界スーパーウェルター級暫定王座（防衛0）